# ديفيد نجم
ديفيد نجم (بالإنجليزية: David Najem)‏ هو لاعب كرة قدم أمريكي وأفغاني في مركز الوسط، ولد في 26 مايو 1992 في ليفنجستون ‏ في الولايات المتحدة. لعب مع نيو مكسيكو يونايتد.

## وصلات خارجية
- ديفيد نجم على موقع قاعدة بيانات كرة القدم.إي يو (الإنجليزية)
- ديفيد نجم على موقع ناشيونال فوتبول تيمز (الإنجليزية)
- ديفيد نجم على موقع Soccerway.com (الإنجليزية)